# Aspicolpus minor
Aspicolpus minor är en stekelart som beskrevs av Sergey A. Belokobylskij och Ku 1998. Aspicolpus minor ingår i släktet Aspicolpus och familjen bracksteklar. Inga underarter finns listade.